# Port Nowego Jorku
Port Nowego Jorku (ang. Port of New York) – amerykański film z 1949 roku w reżyserii László Benedeka.